# Sue Lyon
Sue Lyon, właśc. Suellyn Lyon (ur. 10 lipca 1946 w Davenport, zm. 26 grudnia 2019 w Los Angeles) – amerykańska aktorka, wystąpiła w głównej roli w filmie Lolita z 1962 roku.

## Życiorys
Urodziła się 10 lipca 1946 roku w Davenport, w stanie Iowa, jako najmłodsze z piątki dzieci. Jej ojciec zmarł, kiedy Sue miała 10 miesięcy, a matka z trudem dawała sobie radę z utrzymaniem licznej rodziny. Kiedy Sue była nastolatką, jej rodzina przeniosła się do Los Angeles, gdzie Sue pracowała jako modelka w JC Penny, która w reklamie wykorzystywała jej farbowane blond włosy. Zagrała wtedy też kilka epizodycznych ról w serialach telewizyjnych. Wtedy zauważył ją reżyser Stanley Kubrick, który zaproponował jej zagranie roli Dolores „Lolity” Haze w ekranizacji powieści Lolita Vladimira Nabokova. Sue przyjęła propozycję. Film Lolita, mimo złagodzenia w porównaniu z powieścią niektórych elementów fabuły (np. podniesienie wieku bohaterki), był jednym z najbardziej kontrowersyjnych w swoim czasie. Sukces filmu przyniósł sławę odtwórczyni głównej roli, która otrzymała nagrodę Złotego Globu.
Nagrała wtedy też dwie piosenki do filmu: Lolita Ya Ya oraz Turn Off the Moon.
W 1963 roku zagrała znów uwodzicielską nastolatkę w filmie Noc iguany Johna Hustona, a w 1966 roku wystąpiła w filmie Siedem kobiet Johna Forda. Późniejsze role nie przyniosły jej już takiego sukcesu, jaki towarzyszył pierwszym filmom. Po raz ostatni pojawiła się na ekranie w 1980 roku w niewielkiej roli, w filmie Lewisa Teague'a pt. Aligator.

## Życie prywatne
W życiu prywatnym była pięciokrotną mężatką. Wszystkie jej małżeństwa zakończyły się rozwodem. Jej mężami byli:
- Hampton Fancher (1963–1965);
- Roland Harrison (1971–1972), córka;
- Cotton Adamson (1973–1974);
- Edward Weathers (1983–1984);
- Richard Rudman (1985–2002).